# سعد الدين بن طالب
سعد الدين بن طالب من مواليد محافظة حضرموت وزير الصناعة والتجارة اليمني السابق في حكومة باسندوة.

## المؤهلات العلمية
حاصل على دبلوم في الصحة العامة.

## المناصب التي تولالها
- انتخب عضوا في مجلس النواب خلال الفترة 1997- 2003م.
- رئيس قطاع التعاون الدولي والعلاقات الخارجية في الهيئة العليا لمكافحة الفساد سابقاً.